# آن رودلوي
آن رودلوي هي عالمة أحياء بحرية أمريكية  وُلدت في 24 ديسمبر 1947 م وتوفت في 27 أبريل 2012م عن عمر يناهز 60 عامًا وكانت شريكًا مؤسسًا  لمختبر عينات الخليج البحري في باناسيا، فلوريدا.

## السيرة
وُلدت آن إيديميلر في 24 دييسمبر 1947 م في تروي، أوهايو ونشأت في هامبتون، فيرجينيا. تزوجت آن من عالم الطبيعة والكاتب جاك رودلوي في عام 1971م.
حصلت آن علي درجة البكالوريوس في علم الأحياء من كلية ماري واشنطن في عام 1969م. ثم حازت على درجة الماجستير في علم المحيطات من جامعة ولاية فلوريدا في عام 1972م. حصلت على درجة الدكتوراه  في علم الأحياء البحرية في عام 1978م  بالعمل مع وليام ف. هيرنكيند بجامعة ولاية فلوريدا لدراسة بعض الجوانب الهامة بيئيًا من تأثير سلوك سرطان حدوة الحصان. تدربت آن في القاعدة البحرية الأمريكية في مدينة بنما على تقنيات البحث والغوص تحت الماء في برنامج «علماء في البحر» وكانت أول امرأة تكمل البرنامج للنهاية وكانت آن أيضًا أستاذاً مساعداً في العلوم البيولوجية بجامعة فوسو. أسست معهد باناسيا للعلوم البحرية في باناسيا بولاية فلوريدا في عام 1980م. وشاركت في تأسيس مختبر عينات الخليج البحري في عام 1990م كمختبر تعليمي غير هادف للربح وكانت تدير المختبر بنفسها.
نشرت آن خمسة كتب، بالإضافة إلى مقالات علمية عن سرطان حدوة الحصان، والأشعة الكهربائية، وجمبري مايسيد، والسلاحف البحرية. كتبت آن لجمهور أكبر في منشورات مثل ناشيونال جيوغرافيك، ومجلة سميثسونيان، وسبورتس إليسترايتد، وتاريخ طبيعي، وأودوبون. وكثيرًا ما يستشهد بمقالتها «مشكلة في بلدة بايو» (ناشيونال جيوغرافيك 182 (سبتمبر 1979): 377-9)  والتي شاركت في كتابتها مع زوجها عن الأضرار البيئية التي لحقت بحوض أتشافالايا. درست آن أيضًا البوذية وكانت ضيفًا متكررًا مشاركة في الإذاعة الوطنية العامة لجهودها في الحفاظ على البيئة والبوذية.
توفيت آن أثر إصابتها بسرطان القولون في 27 أبريل 2012. كُرمت آن بعد وفاتها من معهد القانون البيئي باعطائها جائزة التعليم والتوعية لعام 2014.
منحت منظمة المتطوعين في فلوريدا GSML منحة قدرها 485000 دولار في يوليو 2020 لبناء مجمع فصول دراسية تبلغ مساحته 2000 قدم مربع وموقف سيارات جديد. كما حصلت GSML أيضًا على تبرع آخر وهو عبارة عن ستة قطع أراضي مجاورة للموقع الأصلي من جين ونانسي فيبس من مؤسسة تالاهاسي فيبس لإيواء المبنى وموقف السيارات. سيتم تخصيص مركز آن رودلو التعليمي الجديد لإحياء ذكراها وسيقدم أيضًا دروسًا جديدة في تربية الأحياء المائية ودروس في طهي المأكولات البحرية المحلية وتثقيف المجتمع حول الحياة البحرية.
أعلن مجلس إدارة منطقة إدارة المياه بشمال غرب فلوريدا في عام 2021  آن رودلو الفائزة لعام 2020 بجائزة بطولة النهر والخليج. قال جورج روبرتس، رئيس مجلس إدارة المقاطعة عن آن: «شغف آن رودلوي بالحفظ والتعليم طوال حياتها المهنية أكسبها تقديرًا وطنيًا». «ولكن قد يكون تأثيرها الأكبر في الآلاف والآلاف من الأطفال الذين تعلموا عن البيولوجيا البحرية من خلال جولة في مختبرها مارين الذي أسسته في باناسيا. لا شك أنه سيكون هناك علماء في الغد اكتشفوا شغفهم بالتعلم بفضل عمل آن رودلو».

## الأعمال
- الفراشات على الرياح البحرية: بداية زِن عام 2002م.
- حروب الدجاج: روائي (عام 2006 م بالاشتراك مع جاك رودلوي).
- فلوريدا التي لا تقدر بثمن: النظم الإيكولوجية الطبيعية والأنواع المحلية (عام 2004م مع إي ويتني ووسائل دي بي)
- الجمبري: البحث اللامتناهي عن الذهب الوردي (عام 2010م بالاشتراك مع جاك رودلوي).
- زِن في بلد برية: (عام 2012م).